# ایراس
ایراس (مخفف انگلیسی: IRAS) به معنی ماهوارهٔ اخترشناسی فروسرخ (به انگلیسی: Infrared Astronomical Satellite) یک رصدخانهٔ فضایی است که در ۲۵ ژانویهٔ ۱۹۸۳ در مدار زمین قرار گرفت. هدف اصلی این ماهواره بررسی تابش‌های حرارتی ستارگان دور از زمین بود.
در این مأموریت بیش از ۹۶٪ از کل آسمان، چهار مرتبه و در چهار فیلتر ۱۲٬۲۵٬۶۰ و ۱۰۰ میکرومتر مساحی شد. توان تفکیک تصاویر از ۳۰ ثانیه قوسی در طول موج ۱۲ میکرومتر تا ۲ دقیقه قوسی در طول موج ۱۰۰ میکرومتر متغیر بود. در نتیجه این رصدها حدود ۳۵۰٬۰۰۰ جرم آشکار شد که هنوز خیلی از آنان در انتظار تعیین ماهیت هستند و کار اصلی ما در این پایان‌نامه نیز، تعیین ماهیت تعدادی از این اجرام است.
عمر این ماهواره همچون اغلب ماهواره‌های فروسرخ پیش از آن، وابسته که عمر سیستم خنک‌کننده آن است. برای بالابردن بازدهی، تلسکوپ می‌بایست در دمای بسیار سرد نگهداری می‌شد. در مورد این تلسکوپ ۷۳ کیلوگرم ابرشاره هلیوم، دمای تلسکوپ را در ۲ کلوین نگه می‌داشت. تلسکوپ با بخار هلیوم خنک نگه داشته می‌شد تا اینکه در نهایت پس از ۱۰ ماه در ۲۲ نوامبر ۱۹۸۳، به دلیل بخار شدن کل مخزن هلیوم و افزایش دمای تلسکوپ و ناتوانی در ادامه رصدها، ماهواره به تدریج با کاهش ارتفاع مدار به زمین نزدیک شد.
پروژهٔ ایراس (IRAS) برای بررسی منابع ساکن طراحی شده بود، بنابراین گروهی با جستجوی منابع متحرک و با هدف، حذف آن‌ها از داده‌ها، موفق به کشف ۳ سیارک، ۶ دنباله‌دار و مشاهدهٔ دنبالهٔ غباری بزرگی از دنباله‌دار تمپل-۲ شدند.